# 7-я пехотная дивизия (Франция)
7-я пехотная дивизия (фр. 7e division d'infanterie) — пехотная дивизия Франции периода наполеоновских войн.

## Подчинение и номер дивизии
- 7-я пехотная дивизия Эльбского обсервационного корпуса (1 сентября 1811 года);
- 7-я пехотная дивизия обсервационного корпуса Берегов Океана (10 января 1812 года);
- 7-я пехотная дивизия 1-го армейского корпуса Великой Армии (1 апреля 1812 года);
- 7-я пехотная дивизия 10-го армейского корпуса Великой Армии (июнь 1812 года).

## Состав дивизии
на июль 1812 года:
- командир — дивизионный генерал Шарль Гранжан
- начальник штаба — полковник штаба Йозеф Новицкий
- 1-я бригада (командир — бригадный генерал Этьен Рикар)
  - 5-й польский пехотный полк
  - 13-й баварский линейный пехотный полк
- 2-я бригада (командир — бригадный генерал Михаил Радзивилл)
  - 10-й польский пехотный полк
- 2-я бригада (командир — бригадный генерал Жильбер Башлю)
  - 11-й польский пехотный полк
  - 1-й вестфальский линейный пехотный полк 
    - Всего: 11000 человек, 16 батальонов, 24 орудия[1]

## Командование дивизии

### Командиры дивизии
- дивизионный генерал Шарль Гранжан (1 сентября 1811 – 2 января 1814)